# كيث بوركينشاو
كيث بوركينشاو (بالإنجليزية: Keith Burkinshaw)‏ (من مواليد 25 يونيو 1935) هو لاعب كرة قدم ومدرب كرة قدم إنجليزي سابق. لعب أغلب مسيرته الكروية مع نادي وركينغتون و نادي سكونثورب يونايتد. بينما درب العديد من الأندية، كان أبرزها نادي توتنهام هوتسبير، وقد فاز معهم بثلاثة كؤوس كبيرة. استطاع كيث الفوز بـ 4 مناسبات مع نادي توتنهام هوتسبير، ففاز بلقب كأس الاتحاد الإنجليزي لمرتين متتاليتين في 1980–81, 1981–82، وفاز بلقب درع الاتحاد الإنجليزي في 1981، ثم فاز بلقب كأس الاتحاد الأوروبي في موسم 1983–84.

## روابط خارجية
- كيث بوركينشاو على موقع قاعدة بيانات كرة القدم.إي يو (الإنجليزية)
- كيث بوركينشاو على موقع Soccerbase.com (مدرب) (الإنجليزية)